# Kongress der Völker des Ostens

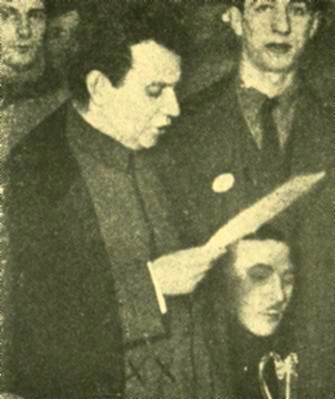
Der Vorsitzende der Komintern Sinowjew

Der Kongress der Völker des Ostens war ein multilateraler Kongress, der im September 1920 in Baku stattfand. An dem Kongress, der von der Kommunistischen Internationale (Komintern) organisiert wurde, nahmen circa 1900 Delegierte aus Ländern Asiens und Europas teil.

## Hintergrund
Auf Basis der Beschlüsse des Zweiten Weltkongresses der Komintern im Juli/August 1920 wurde in Die Kommunistische Internationale, der monatlich erscheinenden Zeitschrift der Komintern, die Einladung zum Kongress in Baku veröffentlicht. Der Aufruf zu dem Kongress wurde von dem Komintern-Vorsitzenden Grigori Sinowjew und 25 weiteren Mitgliedern des Exekutivkomitees unterzeichnet. Die Zusammenkunft wurde als Kongress der Arbeiter und Bauern angekündigt und es wurde dazu aufgerufen, keine Anstrengungen zu meiden, um bei dem Kongress zu erscheinen, damit möglichst viele Menschen anwesend seien. Das ursprüngliche Datum des Auftaktes des Kongresses war auf den 15. August festgelegt worden. Diese wurde aber kurz nach der Bekanntmachung auf den 1. September verschoben.
Logistisch stellte der Kongress die Organisatoren vor große Herausforderungen. Die Infrastruktur der Region war nach dem Russischen Bürgerkrieg zu weiten Teilen zerstört, sodass sich der Transport vieler Menschen schwierig gestaltete. Viele Teilnehmer reisten vom Weltkongress der Komintern in Moskau direkt nach Baku zum Kongress der Völker des Ostens. Um diese Menschen transportieren zu können, wurde für diesen Anlass ein Zug zusammengestellt, der die Delegierten von Moskau nach Baku brachte. Zudem war das sowjetische Russland zum Zeitpunkt des Kongresses Gegenstand einer britischen Blockade. Die Briten wollten die Anreise der Delegierten nach Baku mit allen Mitteln verhindern, sodass diese zu einer gefährlichen Angelegenheit wurde. Es kam zu zwei Toten und vielen Verletzten, als britische Kampfflugzeuge ein Schiff, das Delegierte vom Iran über das Kaspische Meer nach Baku bringen sollte, angriffen. Auch die Anreise über das Schwarze Meer wurde von patrouillierenden britischen Kriegsschiffen erschwert.
Am 1. September 1920 kamen knapp 1900 Delegierte in Baku zusammen, sodass der Kongress der Völker des Ostens die bis dato größte Veranstaltung war, die die 1919 gegründete Komintern ausgerichtet hatte.

## Ziele
Der Kongress stand unter der Losung „Proletarier aller Länder und unterdrückte Völker, vereinigt euch!“. Ziele waren die Unterstützung nationaler Bewegungen in kolonisierten Staaten und die Stärkung der internationalen Arbeiterbewegung, auch in „antimperialistische[r] Stoßrichtung“.

## Delegierte
An dem Kongress nahmen 1891 Delegierte teil, von denen knapp 1300 als „Kommunisten“ registriert wurden. Zudem waren marxistische Revolutionäre anwesend, die für die Unabhängigkeit von Kolonien unter kommunistischer Führung kämpften.
Die ausgesprochen heterogene Zusammenstellung der Delegierten erschwerte die Organisation des Kongresses. Durch die vielen verschiedenen Sprachen wurden viele Übersetzter benötigt und zwischen Vertretern verschiedener Ethnien gab es Spannungen.

### Delegierte nach Ethnie
Eine Umfrage unter den Delegierten ergab folgende Zusammensetzung der Teilnehmer beim Kongress:
| Ethnie / Gruppe | Anzahl Delegierte |
| --------------- | ----------------- |
| Türken          | 235               |
| Perser          | 192               |
| Armenier        | 157               |
| Russen          | 104               |
| Georgier        | 100               |
| Tschetschenen   | 82                |
| Tadschiken      | 61                |
| Kirgisen        | 47                |
| Juden           | 41                |
| Turkmenen       | 35                |
| Kumyken         | 33                |
| Lesgier         | 25                |
| Osseten         | 17                |
| Usbeken         | 15                |
| Inder           | 14                |
| Inguschen       | 13                |
| Jamshidi        | 12                |
| Hazara          | 11                |
| Sart            | 10                |
| Kabardiner      | 9                 |
| Chinesen        | 8                 |
| Kurden          | 8                 |
| Awaren          | 7                 |
| Polen           | 5                 |
| Deutsche        | 3                 |
| Ungarn          | 3                 |
| Kalmücken       | 3                 |
| Koreaner        | 3                 |
| Araber          | 3                 |
| Teke            | 2                 |
| Abchasen        | 2                 |
| Baschkiren      | 1                 |
| Ukrainer        | 1                 |
| Kroaten         | 1                 |
| Tschechen       | 1                 |
| Letten          | 1                 |
| Nicht angegeben | 266               |
| Nicht befragt   | >100              |

Der Kongress wurde mehrheitlich von Männern besucht, 55 weibliche Delegierte waren anwesend.

### Prominente Teilnehmer
Der Kongress wurde von prominenten Kommunisten besucht:
- Grigori Sinowjew – Vorsitzender der Komintern, Mitglied des Politbüros der KPR
- Karl Radek – Mitglied des Exekutivkomitees der Komintern
- Béla Kun – Ungarischer Revolutionär
- Alfred Rosmer – Französischer Kommunist
- John Reed – Mitbegründer der Kommunistischen Partei der USA (CPUSA)
- Karl Steinhardt – Mitbegründer der Kommunistischen Partei Österreichs
- Sergei Kirow – von der KPR
- Sergo Ordschonikidse – von der KPR

## Verlauf
Der Kongress war in mehrere Teile gegliedert. Nach der feierlichen Eröffnung am 1. September gab es sieben Sitzungen innerhalb von acht Tagen:

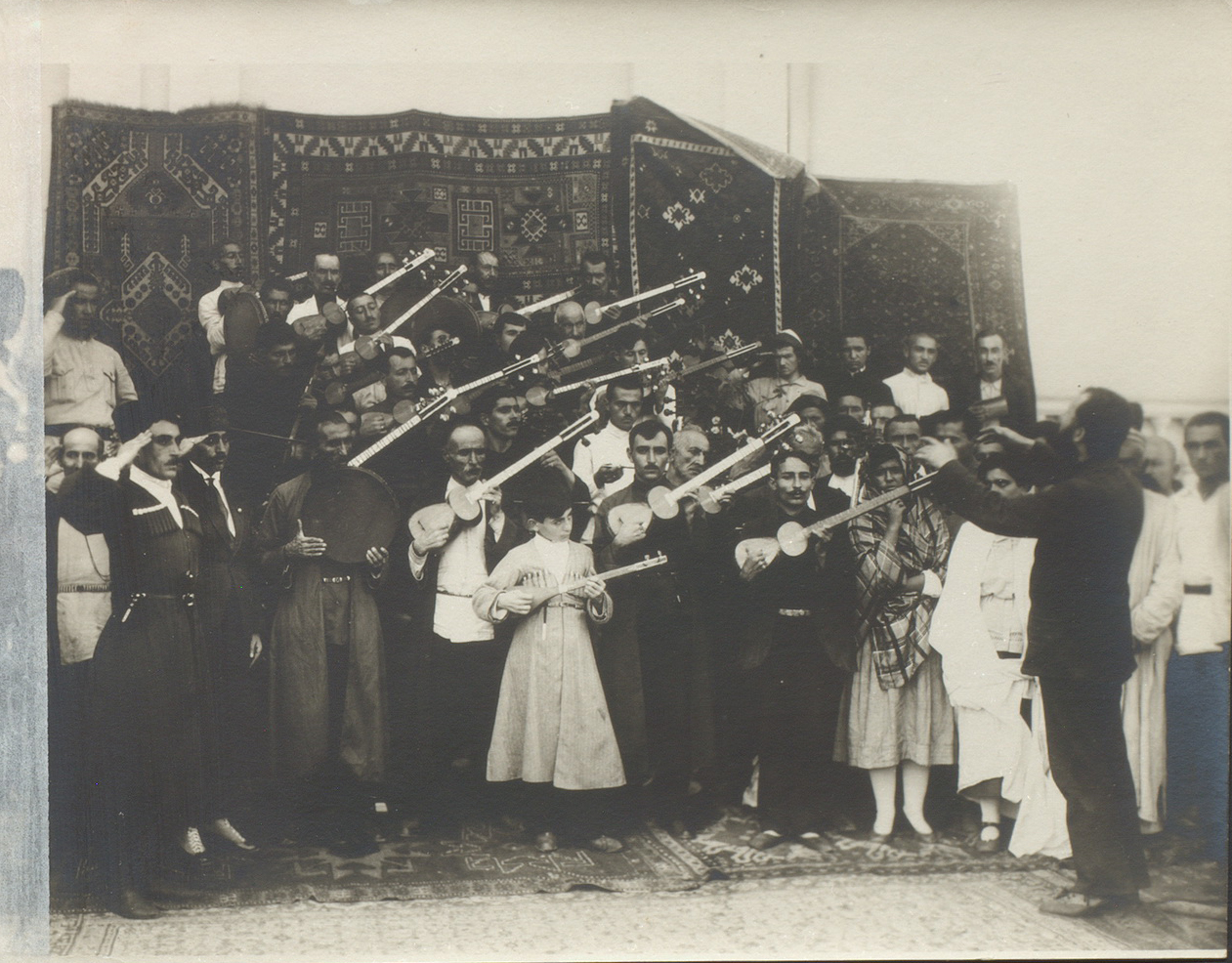
Ein Orchester beim Kongress der Völker des Ostens

### Eröffnung
Die Eröffnungszeremonie begann am 1. September 1920 um 1:30 in der Nacht. Der kommunistischen Prominenz wurde ein feierlicher Empfang bereitet. Ein Orchester spielte Die Internationale, das Kampflied der Internationalen Arbeiterbewegung. Zur Eröffnung des Kongresses hielt Nariman Narimanov von der Kommunistischen Partei Aserbaidschans eine Rede. Daraufhin formulierte Grigori Sinowjew die ideologischen Grundgedanken des Kongresses in seiner Rede. Längere Reden hielten zudem Karl Radek und Béla Kun. Kürzere Ansprachen hielten auch Tom Quelch, ein kommunistischer Aktivist aus Großbritannien, Alfred Rosmer, einer der führenden Persönlichkeiten der kommunistischen Partei Frankreichs, John Reed, der Gründer der Kommunistischen Partei der USA und Karl Steinhardt, Mitbegründer der Kommunistischen Partei Österreichs.

### Erste Sitzung
Die Erste Sitzung wurde am 1. September durch Nariman Narimanov eröffnet. Zuerst wurde die Existenz von kommunistischen Parteien und Gruppen in aller Welt festgestellt und deren Vertreter, die bei dem Kongress anwesend waren, vorgestellt. Sinowjew wurde zum Vorsitzenden des Kongresses gewählt und Lenin, Leo Trotzki und ebenfalls Sinowjew wurden als „Vorsitzende Ehrenhalber“ bestimmt. Dann hielt Sinowjew eine ausführliche Rede zu den Themen Kommunismus weltweit, Bedeutung des Kongresses, Dekolonisation und der sogenannten Zweiten Welt. Er stellte außerdem die besondere Bedeutung der indischen und chinesischen kommunistischen Bewegungen heraus und forderte die Proklamationen eines Heiligen Krieges gegen die Anglo-Französischen Kapitalisten. Seine Rede wurde mit Applaus quittiert. Danach wurden Übersetzungen ins Persische und ins Türkische verlesen.

### Zweite Sitzung
Die Sitzung begann mit einer Rede von Karl Radek, der einen Bericht zur Lage der Arbeiterklasse im Osten verlas. Er forderte die Zusammenarbeit aller kommunistischen Gruppierungen und schürte den Hass auf den Kapitalismus. In dem Unterschied zwischen britischem und deutschem Kapitalismus sah er den Grund für den Ausbruch des Ersten Weltkrieges und dem daraus resultierendem Leiden der Arbeiterklasse. Zudem machte er auf die enorme wirtschaftliche Schwächung der kapitalistischen Länder des Westens aufmerksam und erklärte alle siegreichen kapitalistische Länder mit Ausnahme der USA zu Verlierern des Krieges. Im Folgenden drückte er seine Unterstützung für die Aufstände der Arbeiterklasse gegen die Kolonialherren in ihren Ländern aus und betonte die Notwendigkeit eines heiligen Krieges gegen den Kapitalismus, insbesondere gegen den britischen Kapitalismus. In seinem Schlusssatz forderte er die Schaffung einer neuen Zivilisation aus dem kommunistischen Osten und den Arbeitern Europas unter dem Banner des Kommunismus. Nach einer fünfminütigen Unterbrechung wurde die Rede ins Türkische und ins Usbekische übersetzt. Dann folgte eine Rede von Dadaş Bünyadzadə von der Aserbaidschanischen kommunistischen Partei. Er ging auf einige Geschehnisse des Ersten Weltkrieges ein und sprach von der großartigen Russischen Revolution. Ein türkischer Delegierter hielt dann eine Rede über die Rolle der Türkei im Ersten Weltkrieg und die heutige politische Ausrichtung seines Staates. Der Delegierte Gaidarchanow war der nächste Redner. Er führte mehrere Beispiele an, bei denen europäische Kolonialmächte die Freiheitsbewegungen im Osten unterdrückt haben und stellte fest, dass die Völker des Ostens bereits aufgewacht seien und sich bald vom Joch des Kapitalismus befreien würden. Diese Sitzung schloss mit einigen organisatorischen Ankündigungen kurz nach Mitternacht.

### Dritte Sitzung
Die Dritte Sitzung des Kongresses begann mit einer Rede von dem Delegierten Narbutabekov, einem Revolutionär aus Turkestan. Er unterstützte den Gedanken der kommunistischen Revolution in kolonisierten Ländern und legte die Lage in Turkestan dar. Eine weitere Rede hielt der Delegierte Korkmasov zum Kampf gegen den Kapitalismus im Nordkaukasus.

### Vierte Sitzung
Zu Beginn der vierten Sitzung wurde der zeitliche Plan für die weitere Arbeit des Kongresses bekanntgegeben. Daraufhin hielt Tom Quelch, der als Delegierter der Kommunistischen Partei Großbritanniens am Kongress teilnahm, eine Rede. In dieser bezeichnete er die britischen Kapitalisten als Feinde der britischen Arbeiterklasse und der unterdrückten Völker des Ostens. Er kritisierte den britischen Imperialismus und nannte Irland als Beispiel für die negativen Folgen britischer Herrschaft. Quelch lobte den Kongress, da dieser aus seiner Sicht beweise, dass die Völker des Ostens an der Seite der Sowjetunion für die Befreiung der Menschheit kämpfen. Als Abschluss seiner Rede forderte er: „Nieder mit dem Kapitalismus, lang lebe die Sowjetunion!“. Die Rede, die Quelch auf Englisch gehalten hatte, wurde in die türkische, russische und persische Sprache übersetzt. Als nächster Redner betrat Alfred Rosmer, ein französischer Delegierter, die Bühne. Zu Beginn seiner Rede, die er auf Französisch hielt, grüßte er den Kongress im Namen französischer Arbeiter und Bauern. Er prangerte die, aus seiner Sicht, falschen Versprechungen an, die die kapitalistischen Mächte vor dem Ersten Weltkrieg gemacht hätten, und forderte ein Ende der Unterdrückung ganzer Völker. Am Ende seiner Rede rief er die Delegierten dazu auf, das Banner der Revolution zu hissen und den heiligen Krieg gegen den Kapitalismus aufzunehmen. Als nächster Redner trat Fazli Kadyr aus Indien auf. Er erklärte, dass die indische Gesellschaft unter der britischen Kolonialherrschaft leide und auf Hilfe von der Sowjetunion hoffe, um die Unterdrückung zu beenden. Daraufhin wurde ein Brief der kommunistischen Föderation des Balkans verlesen, der von der bulgarischen, jugoslawischen, rumänischen und griechischen KP unterzeichnet war. Auf Grund von Zeitnot wurde auf die Reden der Delegierten aus den USA, Spanien, Japan, den Niederlanden und Österreich verzichtet. Im Anschluss wurden zwei Statements von türkischen Freiheitskämpfern verlesen, in denen auch die Rolle der Türkei im Ersten Weltkrieg als Verbündeter der Deutschen angesprochen wurde. In Anlehnung an die verlesenen Statements las Béla Kun eine Resolution des Präsidiums des Kongresses der Völker des Ostens vor, indem der Kongress seine Unterstützung für den Kampf gegen den Imperialismus in der Türkei erklärte. Der Resolution wurde in Abstimmung zugestimmt. Daraufhin schloss die Sitzung.

### Fünfte Sitzung
Das Thema der fünften Sitzung war die Frage nach Kolonialismus und Nationalismus in den Ländern des Ostens. Die Auftaktrede zu diesem Thema lieferte der Delegierte Pawlowitsch. Er verurteilte den Imperialismus der westlichen Länder und sah den Ersten Weltkrieg als direkte Folge der Rivalität der europäischen Großmächte bei der Kolonialisierung asiatischer und afrikanischer Staaten. Die unterdrückten Völker des Ostens waren für ihn natürliche Verbündete der Sowjetunion. Anhand einiger Beispiele aus der Kolonialgeschichte versuchte er, die aus seiner Sicht schlimmen Folgen der Kolonialisierung eines Staates deutlich zu machen. Er rief die Delegierten zum Klassenbewusstsein auf, aus dem heraus der Heilige Krieg gegen die Aaskrähen des Kapitalismus geführt werden sollte. Nach der Übersetzung der Rede von Pawlowitsch hielt der Delegierte Achmed Mutuschew eine Rede. Er forderte die Delegierten auf, entweder an der Seite Sowjetrusslands unterzugehen oder an dessen Seite ein strahlendes neues Leben unter kommunistischen Prinzipien zu führen. Zudem bezeichnete er Versailles als Zentrum der Herrschaft der Bourgeoisie und das Rote Moskau als Zentrum des kommunistischen Kampfes, als Mittelpunkte der Erde. Als letzter Redner der Sitzung sprach der Delegierte Turar Rysqulow. Er warf den europäischen Kolonialmächten vor, Kolonialpolitik nur auf dem Papier und nicht in der Praxis zu betreiben und beschwor die Verbindung zwischen dem kommunistischen Osten und dem europäischen Proletariat. Zudem forderte er die entschiedene Unterstützung von Freiheitsbewegung durch die Komintern. Dabei berief er sich auf Aussagen, die Lenin zur Dekolonisation getätigt hatte. Als Abschluss der Sitzung wurden Erklärungen verschiedener kommunistischer Gruppen verlesen.

### Sechste Sitzung
Die sechste Sitzung des Kongresses der Völker des Ostens wurde eröffnet von einer Rede des ungarischen Revolutionärs Béla Kun. Kun schilderte seinen Kampf gegen den Kapitalismus in Ungarn und den Versuch europäischer Großmächte die Arbeiterbewegung zu unterdrücken. Seiner Ansicht nach hat die Russische Revolution 1917 ein System geschaffen, das die Macht nicht nur durch Worte, sondern durch Taten in die Hände der Arbeiterklasse gibt und die Feinde des Volkes vernichtet. Er forderte, dass die durch die Arbeit des Proletariats erwirtschafteten Früchte auch ausschließlich von diesem verzehrt werden sollen. Zum sowjetischen Einfluss in den Staaten Asiens und Europas stellte er sechs Thesen auf, die den Ablauf und das Ziel einer kommunistischen Revolution formulierten. Das Papier wurde von den Delegierten ohne Gegenstimme unterstützt. Infolgedessen trug der Delegierte Skachko einen Bericht zu landwirtschaftlichen Fragen vor. In dem Bericht schilderte er den hohen Stellenwert der Industriearbeiter in Europa und im Gegensatz dazu die landwirtschaftlich geprägten asiatischen Staaten. Auch zu diesem Thema wurde ein Papier vorgelegt, das drei Thesen umfasste, und dem von den Delegierten ohne Gegenstimme zugestimmt wurde.

### Siebte Sitzung
Die siebte und letzte Sitzung wurde von einer kurzen Ansprache des Vorsitzenden Sinowjew eröffnet, der den ideologischen Gedanken des Kongresses zusammenfasste und die Hoffnung äußerte, dass dieser Kongress nicht der letzte seiner Art sei. Daraufhin sangen die Delegierten die Internationale. Die erste Rede der Sitzung hielt der Delegierte Rodschabow, der von dem Fortgang der sozialistischen Revolution in Buchara berichtet, die während des Kongresses an Fahrt gewonnen hatte. Er schilderte, dass die Rote Flagge der Revolution bereits in den Städten Buchara, Karschi, Tschardschou, Chatyrtschi and Kerki gehisst worden sei. Nach der Übersetzung seiner Rede, trat die Delegierte Schabanowa ans Rednerpult und äußerte sich zu der Emanzipation der Frau. Sie stellte die These auf, dass alle sozialistischen Bemühungen ohne Ergebnis blieben, wenn die Frau nicht als wirkliche Arbeitskraft emanzipiert werde. Die Ausklammerung der Frau aus dem Berufswesen bezeichnete sie als unangemessen und ineffizient. Daraufhin hielt die Delegierte Bibinur eine Rede über die Rolle der Frau in Turkestan und überbrachte Grüße von arbeitenden Frauen an den Kongress. Nach dieser Rede wurden die Mitglieder des neugegründeten Rats für Maßnahmen und Propaganda im Osten bekanntgegeben. Damit wurde der Rat gegründet und die Internationale wurde erneut angestimmt. Der Delegierte Jegiriw verlas daraufhin eine Stellungnahme der Arbeiter Bakus. Als Abschluss der siebten Sitzung und damit des gesamten Kongresses hielt der Vorsitzende Sinowjew die Abschlussrede, in der er den Kongress als erfolgreich bezeichnete. Er sagte, dass das erste Läuten der Glocken des Vorsitzenden das Grabesgeläut für die Bourgeoisie gewesen sei und dass der Kongress eine historisch sehr bedeutende Veranstaltung gewesen sei, die es in dieser Form noch nie zuvor gegeben habe. Die letzten Jahr des Zarenreichs bezeichnete er als dunkle, traurige Jahre, nun sei Russland aber das Land, das als erstes weltweit die Rote Flagge gehisst habe und den Menschen geholfen habe sich zu emanzipieren. Er berichtete, dass die Komintern alles tue, um das Unkraut aus ihrem Garten zu entfernen und die eigenen Reihen zu säubern. Er erwähnte Karl Marx’ Ausspruch „Proletarier aller Länder, vereinigt euch!“ und erweiterte ihn zu der Forderung „Proletarier und unterdrückte Völker aus aller Welt, vereinigt euch!“. Daraufhin endete die siebte Sitzung und der Kongress.